# Fred Silverman
Pour les articles homonymes, voir Silverman.
Fred Silverman est un producteur américain de télévision né le 13 septembre 1937 à New York et mort le 30 janvier 2020 à Pacific Palisades (Los Angeles, Californie). 
Parmi ses nombreuses productions, on peut citer Matlock.

## Biographie

### Jeunesse
Fred Silverman est né dans une famille juive de New York ; il est diplômé de l'université de Syracuse.

### CBS
Fred Silverman est le principal instigateur de la « purge rurale (en) » de 1971.